# 水生昆虫
水生昆虫（すいせいこんちゅう、Aquatic insects）とは、生活史の少なくともある部分を水中、ないしは水面で生活する昆虫のことである。川のものは川虫などともよばれる。
タガメ、ゲンゴロウ、トンボ、ゲンジボタルなど、なじみ深い昆虫が多いが、最近の水環境の悪化のため、絶滅の危機に瀕しているものも多い。また一般にはあまりなじみがないが、カゲロウ、カワゲラ、トビケラ、ユスリカなどの幼虫も水生昆虫の主要メンバーで、特に河川の中上流域などでは動物群集の個体数の大部分をこれらの昆虫が占めている。

## 様々な水生昆虫
昆虫は本来は陸上生活の生物なので、生活史の全部を完全に水中で過ごす水生昆虫はそれほど多くない。完全に水中生活に見えても、ゲンゴロウは蛹の時代を陸で過ごし、タガメやタイコウチは卵を陸に産むというように、あるいは脱皮の時は水面から出るなど、一時的に陸を利用しているものが多い。また、水中生活のものでも、空を飛ぶ能力は保持しているものが多く、夜間街灯の元に飛来するのをよく見かける。
幼虫の時期を水中で過ごす昆虫は大変多い。トンボ、カワゲラ、トビケラ、カゲロウなどはそのすべてが幼虫時代を水中で過ごす。
水中ではなく、水面を利用しているものにアメンボやミズスマシがある。

## 特徴
水中生活をするだけに、遊泳するための足の形などの適応が見られる。
渓流に生息するものでは、逆に岩にしがみつき、張り付くための爪や吸盤を発達させたものもある。体が扁平になっているものが多いのも特徴である。
また住環境に敏感であり、住んでる場所により生物の種類が異なるため指標生物としての機能も果たしている。

### 呼吸
大きく分けて二つに分けることができ、一つは水中の溶存酸素を気管鰓(Plastrons、プラストロン、物理鰓)・血管鰓から取り込む方法、二つ目は何らかの方法で空気から酸素を取り入れる方法である。
昆虫は本来は陸生であり、空気呼吸なので、水中にあっても空気呼吸するものが多い。水中で空気を取り入れるために、長い呼吸管のようなものを発達させたもの（ミズカマキリ、ハナアブの幼虫など）、羽根と腹部の間に空気を蓄えるもの（ゲンゴロウなど）、腹面に毛が生えて、そこに空気の層を維持するもの（ミズムシなど）と、様々な方法で対応している。
独自に鰓を発達させたものも多い。カゲロウの幼虫は腹部の各体節にひれのような形の鰓をもつ。鰓の中には気管が走っており、体内へは気管を通じて空気が出入りする気管鰓というものをもつ。
また、酸素が途絶えてもヘモグロビンやヘモシアニンに蓄えた酸素で活動する種もいる。

## 生息環境
淡水であれば、どのような環境であれ何かしらの水生昆虫が生活している。
- 河川では、特に中流域、上流域でカワゲラ、カゲロウなど幼虫の水生昆虫が多い。
- 池沼では、トンボ、カ、ユスリカなどがより大きな比重を占める。
- ゲンゴロウなど、生涯を水中で生活する型の昆虫は止水の方に多い傾向がある。
- 地下水や井戸からも、特殊な昆虫が知られている。

ごく小さな、一時的な水たまりであっても、それを利用するものがある。竹を切った切り口に溜まる水や、空き缶に溜まった水でも、ある種のカはそこから発生する。チビゲンゴロウなどの小型のゲンゴロウや、カタビロアメンボ類は、数時間でやってくる事がある。
また、富栄養化が進んで、汚水になったようなところには、ユスリカやハナアブの幼虫などが住む。腐肉や汚泥も一種の水環境と見ることができ、そのようなところに住むハエやチョウバエの幼虫も、水生昆虫としての性格を持っていると言える。
これに対して、海に住む昆虫はごく限られており、ウミユスリカやウミアメンボなど、少数の例があるにすぎない。

## 人間との関わり
カワゲラ、トビケラ、カゲロウの幼虫は、河川の中流域以上の区域で種類、数ともに多く、その成虫とともに魚類の餌として重要な位置を占める。渓流釣りではこれらは「川虫」などとよばれ、生き餌として重宝される。特にヤマメやイワナ、アマゴは水面上にジャンプしてこれらの成虫を捕食するので、その習性が利用される。毛針の多くは、カゲロウやカワゲラの姿を模したものである。
また、長野県伊那市周辺などでは上記三つの渓流の水生昆虫を「ざざむし」と呼び、漁獲して食べる習慣がある。
これらの昆虫の種組成は、水の富栄養化など、環境の変化によって大きく影響を受ける事が分かっており、環境の指標生物として重視される。
カ、アブ、ブユなど吸血性昆虫は衛生害虫であり、特にカは多くの病気の媒介にかかわることから、駆除の対象になる。そのためにカダヤシなどの小型魚類の導入が行われ、現在ではそれが移入種問題を起こしているところもある。
他方、トビケラ類のシマトビケラ科には、糸を出して石を組み、網を張って流れてくるケイソウなどを食うものがある。これが水力発電所の水路の壁に多量に住み着き、そのために流速が落ち、発電に支障を来すこともある。
水生昆虫の中でも、トンボ、タガメ、ゲンゴロウ、ミズカマキリ、マツモムシといった昆虫たちは、かつてはため池や水田にはいくらでも住んでいて、子供に大変人気があり、古くからの遊び相手であった。しかし、農薬の影響、人為的な生息環境の悪化、アメリカザリガニやオオクチバス、ウシガエルなどの外来種による捕食や植生破壊、など人為的な様々な理由により、多くの種が簡単には見ることのできない存在になり、あるものは絶滅危惧種に指定され、あるものは地域によっては絶滅してしまった。環境省によれば主な種では、コバンムシが絶滅危惧IB類、タガメ、ゲンゴロウ、ミズスマシが絶滅危惧II類、コオイムシやガムシが準絶滅危惧となっており、スジゲンゴロウは絶滅種に指定されている。
現在、ビオトープと呼ばれる自然を呼び戻す事業があちこちで進められているが、その多くが池や水辺に関わるものであることは、このことと無関係ではない。
児童生徒を対象として、川の中に生息する水生昆虫をはじめとする水生小動物を調査し、数や種類により水質を判断し環境問題を身近なところから考えてもらうカワゲラウォッチングもある。

## 分類
様々な目に、水生昆虫に当たるものが含まれている。ごく一部の例を挙げる。
- カメムシ目：アメンボ、タガメ、コオイムシ、ミズカマキリ、タイコウチ、マツモムシ、ミズムシ（風船虫）など、なじみのあるものが多い。他にはコバンムシ、ナベブタムシなど。
- トンボ目：幼虫は水中生活で、ヤゴと呼ばれる。
- カゲロウ目：幼虫は水中生活で、成虫は幼虫の時に取った栄養のみで生活する。
- アミメカゲロウ目：ヘビトンボ科やセンブリ科、ミズカゲロウ科など、一部の幼虫が水中生活。
- コウチュウ目：ゲンゴロウ、ミズスマシ、ガムシ、ヒメドロムシなどがほぼ生涯を水中ですごす。他にも水中性のもの多数。ゲンジボタルなどの幼虫が水中性であるが、これは例外的であり、ホタル科の多くの種は水中では生活しない。
- チョウ目：ミズメイガ類などの幼虫が水中生活をしており、水草の葉を食べる。
- トビケラ目 （毛翅目, Trichoptera）：幼虫は水中でミノムシのような暮らし方をしている。
- カワゲラ目：幼虫が水中生活。
- ハエ目：カの幼虫はボウフラ、ユスリカの幼虫はアカムシ、他にもガガンボやアブ、ブユなど幼虫が水中生活のものが多数ある。
- ハチ目：ニンギョウトビケラに寄生するミズバチなど、水生昆虫に寄生するものが少数ある。